# 2005年のアジアシリーズ
「KONAMI CUP アジアシリーズ 2005」（コナミカップ アジアシリーズ2005）は、2005年（平成17年）11月10日から11月13日まで日本の東京ドームで行われ、バレンタイン監督率いる千葉ロッテマリーンズが優勝。最優秀選手にはベニー・アグバヤニが選ばれた。

## 出場チーム
- 日本代表/千葉ロッテマリーンズ（ボビー・バレンタイン監督）
- 韓国代表/サムスン・ライオンズ（ソン・ドンヨル監督）
- チャイニーズタイペイ（台湾）代表/興農ブルズ（リォ・ロンファ監督）
- 中国代表/チャイナスターズ（ジム・ラフィーバー監督）

チャイナスターズはリーグ全体から集められた選抜チーム。2008年北京オリンピックに向けて中国の野球を底上げするための一時的な措置。ジム・ラフィーバーは31年前にロッテが日本一となった時のメンバー。なお、リーグ戦の優勝チームは北京タイガース。

## 試合結果

### 予選リーグ
第1日（11月10日）から第3日（11月12日）の3日間で争われた予選リーグを千葉ロッテマリーンズが全勝、最終戦のGame 6（韓国代表対チャイニーズタイペイ代表）は日本代表への挑戦者決定戦となった。興農ブルズとサムスン・ライオンズの試合は辛くもサムスン・ライオンズが逃げ切り、決勝戦は千葉ロッテマリーンズ対サムスン・ライオンズで行われることとなった。
| 順位 | 名称                 | 千葉ロッテマリーンズ | サムスン・ライオンズ | 興農ブルズ | チャイナスターズ | 勝 | 分 | 負 | 得 | 失 |
| ---- | -------------------- | -------------------- | -------------------- | ---------- | ---------------- | -- | -- | -- | -- | -- |
| 1    | 千葉ロッテマリーンズ | -                    | ○6-2                 | ○12-1      | ○3-1             | 3  | 0  | 0  | 21 | 4  |
| 2    | サムスン・ライオンズ | ●2-6                 | -                    | ○4-3       | ○8-3             | 2  | 0  | 1  | 14 | 12 |
| 3    | 興農ブルズ           | ●1-12                | ●3-4                 | -          | ○6-0             | 1  | 0  | 2  | 10 | 16 |
| 4    | チャイナスターズ     | ●1-3                 | ●3-8                 | ●0-6       | -                | 0  | 0  | 3  | 4  | 17 |

※緑枠が決勝進出

#### Game 1（第1日）
- 試合日：11月10日
- 開始：11時00分（日本標準時による現地時間・以下同じ）
- 試合時間：2時間37分
- 入場者数：2,643人

|          | 1 | 2 | 3 | 4 | 5 | 6 | 7 | 8 | 9 | R | H | E |
| -------- | - | - | - | - | - | - | - | - | - | - | - | - |
| 興農     | 0 | 0 | 0 | 1 | 4 | 0 | 0 | 1 | 0 | 6 | 9 | 1 |
| チャイナ | 0 | 0 | 0 | 0 | 0 | 0 | 0 | 0 | 0 | 0 | 5 | 0 |

1. 勝利：レン・ピコタ（1勝）
2. 敗戦：陳坤（1敗）
3. 本塁打
興：張建銘1号3点（5回、陳坤）

#### Game 2（第1日）
- 試合日：11月10日
- 開始：18時02分
- 試合時間：3時間05分
- 入場者数：27,305人

|            | 1 | 2 | 3 | 4 | 5 | 6 | 7 | 8 | 9 | R | H  | E |
| ---------- | - | - | - | - | - | - | - | - | - | - | -- | - |
| サムスン   | 0 | 0 | 0 | 0 | 0 | 2 | 0 | 0 | 0 | 2 | 10 | 0 |
| 千葉ロッテ | 3 | 0 | 0 | 1 | 2 | 0 | 0 | 0 | X | 6 | 8  | 1 |

1. 勝利：小林宏之（1勝）
2. 敗戦：マーチン・バルガス（1敗）
3. 本塁打
ロ：橋本将1号1点（4回、マーチン・バルガス）

#### Game 3（第2日）
- 試合日：11月11日
- 開始：11時01分
- 試合時間：3時間15分
- 入場者数：2,036人

|          | 1 | 2 | 3 | 4 | 5 | 6 | 7 | 8 | 9 | R | H  | E |
| -------- | - | - | - | - | - | - | - | - | - | - | -- | - |
| チャイナ | 0 | 0 | 0 | 0 | 0 | 3 | 0 | 0 | 0 | 3 | 9  | 3 |
| サムスン | 0 | 0 | 0 | 3 | 3 | 0 | 0 | 2 | X | 8 | 13 | 0 |

1. 勝利：田炳浩（1勝）
2. セーブ：任洞珪（1S）
3. 敗戦：頼国均（1敗）

#### Game 4（第2日）
- 試合日：11月11日
- 開始：18時00分
- 試合時間：2時間20分
- 入場者数：18,911人

|            | 1 | 2 | 3 | 4 | 5 | 6 | 7 | R  | H  | E |
| ---------- | - | - | - | - | - | - | - | -- | -- | - |
| 千葉ロッテ | 1 | 2 | 0 | 0 | 3 | 1 | 5 | 12 | 10 | 0 |
| 興農       | 0 | 0 | 0 | 0 | 0 | 1 | 0 | 1  | 4  | 2 |

1. （大会規定により7回コールドゲーム）
2. 勝利：清水直行（1勝）
3. 敗戦：陽建福（1敗）
4. 本塁打
ロ：ベニー・アグバヤニ1号1点（6回、郭勇志）、2号3点（7回、郭勇志）

#### Game 5（第3日）
- 試合日：11月12日
- 開始：12時01分
- 試合時間：2時間48分
- 入場者数：26,564人

|            | 1 | 2 | 3 | 4 | 5 | 6 | 7 | 8 | 9 | R | H | E |
| ---------- | - | - | - | - | - | - | - | - | - | - | - | - |
| チャイナ   | 1 | 0 | 0 | 0 | 0 | 0 | 0 | 0 | 0 | 1 | 8 | 2 |
| 千葉ロッテ | 0 | 0 | 0 | 0 | 3 | 0 | 0 | 0 | X | 3 | 4 | 4 |

1. 勝利：小宮山悟（1勝）
2. セーブ：小林雅英（1S）
3. 敗戦：張力（1敗）

#### Game 6（第3日）
- 試合日：11月12日
- 開始：19時00分
- 試合時間：2時間36分
- 入場者数：6,340人

|          | 1 | 2 | 3 | 4 | 5 | 6 | 7 | 8 | 9 | R | H | E |
| -------- | - | - | - | - | - | - | - | - | - | - | - | - |
| 興農     | 0 | 0 | 0 | 0 | 3 | 0 | 0 | 0 | 0 | 3 | 4 | 2 |
| サムスン | 3 | 1 | 0 | 0 | 0 | 0 | 0 | 0 | X | 4 | 5 | 1 |

1. 勝利：ティム・ハリッカラ（1勝）
2. セーブ：呉昇桓（1S）
3. 敗戦：オズワルド・マルティネス（1敗）

### 決勝戦
- 試合日：11月13日
- 開始：18時01分
- 試合時間：3時間27分
- 入場者数：37,078人

|            | 1 | 2 | 3 | 4 | 5 | 6 | 7 | 8 | 9 | R | H  | E |
| ---------- | - | - | - | - | - | - | - | - | - | - | -- | - |
| サムスン   | 0 | 0 | 1 | 0 | 0 | 0 | 0 | 0 | 2 | 3 | 13 | 0 |
| 千葉ロッテ | 1 | 0 | 2 | 2 | 0 | 0 | 0 | 0 | X | 5 | 6  | 2 |

1. 勝利：渡辺俊介（1勝）
2. 敗戦：裴英洙（1敗）
3. 本塁打
ロ：渡辺正人1号2点（4回、裴英洙）

- 戦評
  - 初芝が日本シリーズをもって引退し、小坂誠、堀幸一、福浦和也といった主力を故障で欠いた千葉ロッテマリーンズ、主砲の沈正洙を欠くサムスン・ライオンズという両チームともに攻撃に万全さを欠いている状態で初代アジアチャンピオンは争われた。
  - ロッテ先発の渡辺俊介は毎回ランナーを出しつつも要所要所を締め、6回を1失点と好投する。攻撃面では試合途中に故障で退いた今江敏晃に代わって入った渡辺正人のホームランなどでロッテが序盤に5点を挙げた。最終回に登板したロッテのストッパー小林雅英は、いわゆる「コバマサ劇場」を展開してエラー絡みで2失点するも、試合は5-3でロッテが逃げ切った。
  - ロッテは日中韓台のアジア4ヶ国・総合計32球団の頂点である初代アジアリーグチャンピオンの座につき、セ・パ交流戦初代王者から始まりパシフィック・リーグのチャンピオン、日本シリーズそして二軍のイースタン・リーグとファーム日本選手権と合わせて6冠を達成した。なお、古巣の三星ライオンズと対戦することで注目を受けた李承燁はリーグ戦では5番、決勝戦では3番を任されたがノーヒットに終わった。

## テレビ・ラジオ中継

### テレビ中継
地上波
- 第1日:11月10日
  - テレビ朝日系列
- 解説：東尾修・栗山英樹・村田真一　グラウンド解説：大塚光二　実況：中山貴雄　リポーター：清水俊輔
- ゲスト：井口資仁（シカゴ・ホワイトソックス）
- 第2日:11月11日
  - TBS系列
- 解説：衣笠祥雄・槙原寛己　実況：椎野茂　リポーター：小笠原亘・佐藤文康
- ゲスト：渡辺久信（西武ライオンズ二軍インボイス監督）・初芝清（ロッテ　この年で引退のためアジアシリーズ出場せず）・三浦大輔（横浜ベイスターズ）
- 第3日:11月12日
  - 日本テレビ系列
- 解説：中畑清・水野雄仁　実況：新谷保志　リポーター：上重聡
- 決勝戦:11月13日
  - 日本テレビ系列
- 解説：掛布雅之　実況：河村亮　リポーター：上重聡
- ゲスト：赤星憲広（阪神タイガース）

CS
- 第1日:11月10日
  - J SPORTS
    - 第1試合　解説：内藤尚行　実況：節丸裕一　ゲスト：井口英規・前沢賢
    - 第2試合　解説：光山英和　実況：島村俊治　ゲスト：木村公一
- 第2日:11月11日
  - J SPORTS
    - 第1試合　解説：橋本清　実況：大前一樹　ゲスト：木村公一・前沢賢
    - 第2試合　解説：大塚光二　実況：節丸裕一　ゲスト：井口英規
- 第3日:11月12日
  - J SPORTS
    - 第1試合　解説：斉藤明夫　実況：大前一樹　ゲスト：前沢賢
    - 第2試合　解説：光山英和　実況：島村俊治　ゲスト：井口英規・木村公一
- 決勝戦:11月13日
  - J SPORTS　解説：大塚光二　実況：加藤暁　ゲスト：木村公一

### ラジオ中継
- 決勝戦:11月13日
  - TBSラジオ　解説：盛田幸妃　実況：戸崎貴広　リポーター：藤森祥平　ゲスト：室井昌也　
  - ニッポン放送　解説：関根潤三　実況：山内宏明　リポーター：石黒新平　ゲスト：AKI猪瀬
- ラジオ中継はロッテ決勝進出の場合のみに予定されていたもので、ロッテの決勝進出で中継が決定した。
- 第1,2,3日はそれぞれ中継なし。